# 武井良平
武井 良平（たけい りょうへい、1925年10月7日 - 2020年3月26日）は、日本の実業家。元帝国繊維社長。

## 人物
神奈川県南足柄市のみかん農家に生まれた。旧制県立小田原中学（今の神奈川県立小田原高等学校）、慶応義塾大学経済学部卒業後、1952年富士銀行入行、1972年に浜松支店長を務めた。帝国繊維の社長、会長を務め、72歳で退職。日本における麻織物の発展に努めた。日本工業倶楽部俳句会で稲畑汀子に師事し、2001年第18回朝日俳壇賞受賞。2020年3月26日94歳で死去。